# Volo Air France 007
Il volo Air France 007 era un volo charter passeggeri internazionale da Parigi, in Francia, a Houston, negli Stati Uniti, con scali intermedi a New York e Atlanta. Il 3 giugno 1962, un Boeing 707-328 operante su tale rotta si schiantò dopo che i piloti avevano abortito il decollo per un'avaria meccanica allo stabilizzatore. Dei 132 a bordo, solo due assistenti di volo sopravvissero.
Rimane, ad oggi, il secondo peggior disastro aereo della compagnia aerea di bandiera francese, dopo il volo Air France 447.

## L'aereo
Il velivolo coinvolto era un Boeing 707-328, marche F-BHSM, numero di serie 17920, numero di linea 159. Volò per la prima volta il 24 agosto 1960 e venne consegnato ad Air France un mese dopo, il 21 settembre. Era alimentato da 4 motori turbogetto Pratt & Whitney JT4A-9. Al momento dell'incidente, l'aereo aveva poco più di due anni e aveva accumulato 4 491 ore di volo.

## L'incidente
A bordo si trovavano 10 membri dell'equipaggio e 122 passeggeri; alle 11:32 UTC, dopo un considerevole ritardo nell'attesa dell'arrivo degli ultimi passeggeri, il Boeing venne autorizzato a decollare dalla pista 08 dell'aeroporto di Orly. Si allineò e attese alcuni secondi, per permettere ai piloti di controllare i parametri e le impostazioni dei quattro motori. Venne quindi applicata la piena spinta e l'aereo accelerò normalmente.
Il velivolo proseguì lungo la linea centrale della pista. La V1, determinata essere 147 nodi (272 km/h) IAS, venne raggiunta dopo 1 500 metri. A questa seguì la VR, 158 nodi (293 km/h) IAS. Quarantotto secondi dopo l'inizio della corsa di decollo e all'incirca quando superò i 1 800 metri, l'aeromobile raggiunse la velocità di rotazione (VR) e il pilota in comando iniziò la manovra di decollo, tirando a sé la barra di comando.
Il Boeing rimase per 4-6 secondi con il muso leggermente sollevato; questo si abbassò poi all'azionamento dei freni. Fumo denso fuoriusciva dagli pneumatici. Il velivolo si trovava a 2 600 metri dal punto di partenza e aveva raggiunto una velocità massima di 179 nodi (332 km/h) IAS. Frenò per gli ultimi 680 metri rimanenti. Dopo 250 metri, l'aereo virò leggermente a sinistra e i flap furono estesi a 50 gradi; dopo altri 250 metri, virò improvvisamente verso destra. Tuttavia, la velocità del velivolo non gli permise di fermarsi prima della fine della pista.
Il carrello d'atterraggio principale collassò e il jet proseguì su un prato, virò a sinistra e i motori numero uno e due strisciarono sul terreno, facendo scoppiare un incendio sull'ala. Circa 300 metri oltre la fine della pista, l'aereo attraversò una strada e colpì le luci del sistema luminoso di avvicinamento. La parte anteriore della fusoliera colpì una casa e un garage. Il muso dell'aeromobile si staccò e il resto della fusoliera si fermò 100 metri più avanti. Il luogo dell'incidente si trovava a 550 metri oltre la fine della pista 08.
Delle 132 persone a bordo, solo due assistenti di volo sopravvissero all'incidente.

## Le indagini
Il final report venne pubblicato dal Bureau d'Enquêtes et d'Analyses pour la sécurité de l'aviation civile (BEA) due anni e otto mesi dopo il disastro. Viene citato, nella sezione riguardante le cause:
1. una posizione dello stabilizzatore considerevolmente diversa da quella utilizzata normalmente per il decollo, che ha prodotto grandi carichi sulla barra di comando durante le VR e VLOF che potrebbero essere sembrati proibitivi al pilota in comando;
2. un guasto al sistema di controllo del servomotore di assetto, che ha impedito al pilota in comando di correggere l'impostazione errata dello stabilizzatore e, di conseguenza, di ridurre la forza necessaria da attuare alla colonna di controllo.

Questi fattori hanno portato il pilota in comando a interrompere il decollo, ma era troppo tardi per fermare l'aeromobile o rallentarlo sufficientemente prima della fine della pista.»
(BEA, Final report volo Air France 007, sezione 3)